# Marine irlandaise
La Marine irlandaise (en anglais : Irish Naval Service et en irlandais : Seirbhís Chabhlaigh na hÉireann)  est l'une des trois branches des Forces irlandaises de Défense  (en anglais Irish Defence Forces et en irlandais Óglaigh na hÉireann). 
Sa base principale se trouve sur l'île Haulbowline dans le comté de Cork.
Elle est la plus modeste des flottes de l'Union européenne.

Elle fut intégrée au Commonwealth jusqu'en 1948. Elle est désormais indépendante et pour respecter sa neutralité d'origine n'a jamais intégré les forces de l'OTAN.

## Historique

### 1922-1938
Le traité anglo-irlandais de 1922 stipule que la police irlandaise aura la responsabilité de ses usages coutumiers et de la pêche, tandis que le Royaume-Uni gardera le contrôle des eaux irlandaises. En 1923, un service naval irlandais a été créé, mais  il a été dissous un an plus tard.

Au cours de la guerre civile irlandaise, en août 1922, un navire appartenant à la British & Irish Steam Packet Company, le S.S. Lady Wicklow, a été utilisé pour transporter des troupes sur la côte du comté de Kerry, au port de Tralee. Ce fut probablement la première action maritime de l'État libre d'Irlande. Ce navire, construit en 1890 dans un chantier naval de Dublin, y envoya 450 hommes et leurs officiers  pour le siège et la capture de la ville.
Le Muirchú, l'ancien bateau à vapeur HMY Helga de l'armée britannique, a été le seul navire de guerre pendant cette période. Puis le CMS Muirchu a servi de patrouilleur de pêche. Le Muirchu a été ré-armé en 1936 par le gouvernement irlandais. Après la seconde guerre mondiale il rejoint l'Institut maritime d'Irlande   créée en 1941, pour la protection des pêches.
En 1938, le Royaume-Uni a redonné à l'Irlande  la gestion des ports de Cork, Bere Haven et Lough Swilly. En conséquence, la Royal Navy s'est retirée du port de Cork en juillet 1938 et  le chalutier Fort Rannoch  a été ajouté à la flotte irlandaise.

### 1939-1945
Dès 1939, le gouvernement irlandais a commandé deux vedette-torpilleurs à la Vosper and Company du Royaume-Uni.
Lorsque la Seconde Guerre mondiale a débuté en septembre 1939, le service de la Marine et des Garde-côtes (Marine and Coastwatching Service) a été mis en place.
Comme l'Irlande voulait rester neutre, il y avait urgence à consolider la Marine irlandaise de quatre vedettes-torpilleurs supplémentaires.

À la fin de 1940, la Marine irlandaise était composée de 6 vedettes-torpilleurs et un assortiment de 4 autres bâtiments.
Au cours de la guerre des navires marchands servirent de poseurs de mines au large de Cork et Waterford pour la protection des bateaux de pêche. À la fin de la seconde guerre mondiale, le service fut renommé le Irish Marine Service.

### 1946-1971
En septembre 1946, le Service de la Marine  a été incorporé dans les 'Forces de Défense irlandaises et ce fut le début de la marine moderne.

Le gouvernement  a acheté trois corvettes au Royaume-Uni en 1946 et 1947.
Au titre de la tradition irlandaise et de la mythologie celtique, les navires de guerre ont été baptisés, Cliona, Maev et Macha. Ces trois bateaux sont devenus les éléments principaux de la marine des années 1950 à 1960.

La première formation de cadets de la Marine irlandaise a eu lieu au Britannia Royal Naval College de Dartmouth en 1947.

Entre 1968 et 1970, Cliona, Maev et Macha ont été retirés du service. Ils ont été remplacés par trois dragueur de mines Grainne, Banba et Fola mis en service dès 1971.

### 1972-1996
En 1971, la Marine commande au Verlome Cork Dockyard  un navire de patrouille extracôtiers. Le LÉ Deirdre a été le premier navire de guerre construit à cet effet, en tant que patrouilleur.
La zone économique exclusive de l'Irlande a été augmenté en 1976 de 12 à 200 miles. Par la suite, en intégrant la Communauté européenne la construction  de sept autres navires fut réalisée dont cinq sont toujours en service aujourd'hui. Après leur désarmement, le Setanta et le Deirdre, furent vendus, en 1980 et quelques années après.

### 1996-2006
Le 50e anniversaire de la marine irlandaise a eu lieu en 1996. Les célébrations comprenaient une revue de la flotte par la première femme président, Mme Mary Robinson.

En 1999, un nouveau navire, le Roisin a été livré à la Marine. Il est le premier d'une nouvelle classe de grands navires de patrouille. Le plus récent est le Niamh, mis en service en septembre 2001.
La plupart des missions effectuées par la Marine irlandaise restent  les patrouilles dans les eaux irlandaises et les missions commerciales. D'autres missions sont entreprises en appui à l'Organisation des Nations unies, en  représentation de 
En 2002, le Niamh a livré des fournitures aux troupes irlandaises en Érythrée. Il a ensuite poursuivi sur une tournée de promotion du commerce en Inde, Malaisie, à Singapour, Hong Kong, en Chine, en  Corée et au Japon, devenant ainsi le premier navire de la marine irlandaise à franchir l'équateur.

En 2006, l''Eithne s'est rendu en Argentine, pour participer aux cérémonies liées au 149e anniversaire de la mort de l'Amiral William Brown, né irlandais et fondateur de la marine argentine, et a également visité les ports de l'Uruguay et du Brésil.

## Effectif actuel
LÉ = Long Éireannach, "bateau irlandais".
Son effectif actuel [Quand ?] est de neuf navires de patrouille extracôtiers en activité : 
- Classe Róisín, patrouilleur : 
  - LÉ Róisín (P51), 1999 (En réserve depuis janvier 2023)
  - LÉ Niamh (P52), 2001 (En réserve depuis janvier 2023)

- Classe Samuel Beckett :
  - LÉ Samuel Beckett (P61), 2014

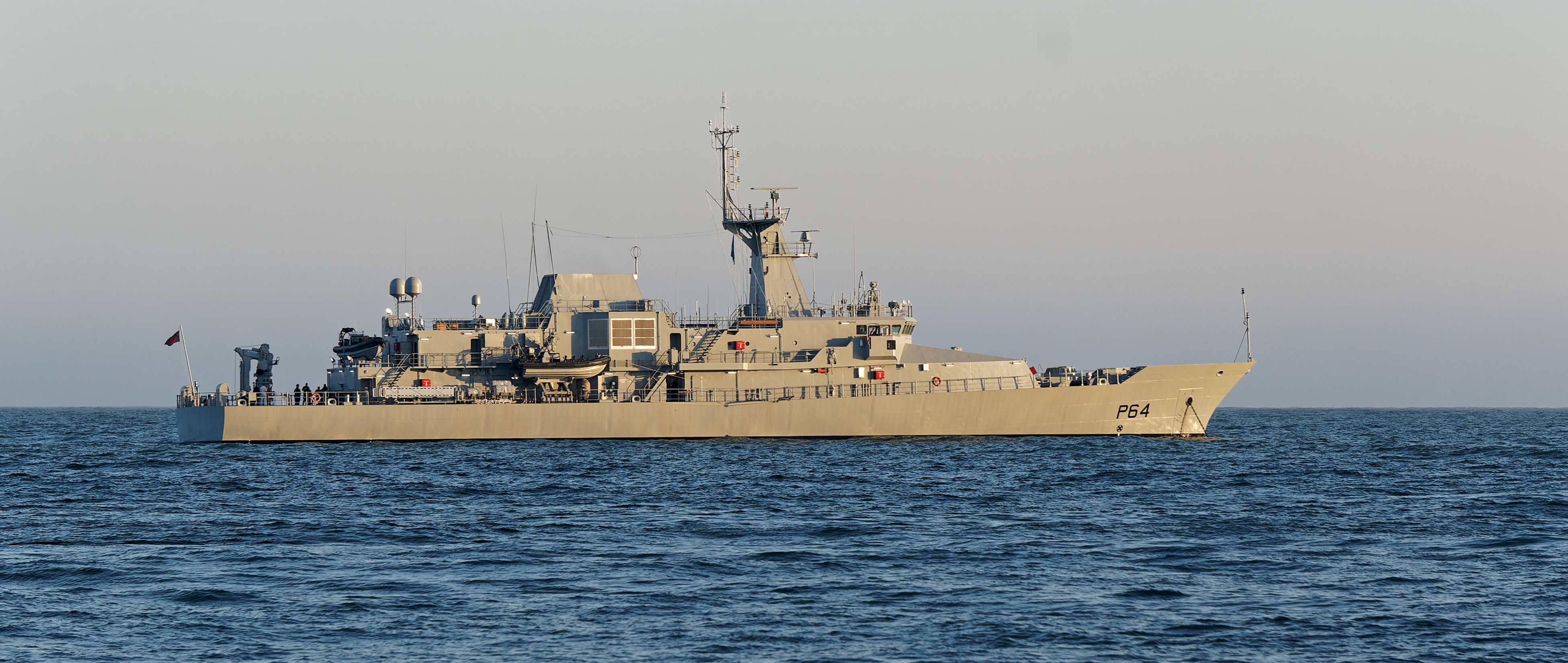
George Bernard Shaw (P64)

  - LÉ James Joyce (P62), 2015 (En réserve depuis aout 2023)
  - LÉ William Butler Yeats (P63) (en), 2016
  - LÉ George Bernard Shaw (P64) (en), 2019 (En réserve depuis Aout 2023)

La Marine irlandaise possède aussi des petits bateaux ainsi que des formations  de hors-bords gonflables.
Deux avions de transport tactique CASA CN-235 sont fournis par l'Irish Air Corps, pour des patrouilles maritimes au départ de l'aérodrome de Baldonell, dans le comté de Dublin.
Des missions de  recherche et de sauvetage sont effectuées par des hélicoptères AgustaWestland AW139 du ministère des Communications, Marine et des Ressources naturelles. Les équipages  appartiennent à l'Irish Coast Guard.
La base navale de Cork  est le siège de la Marine irlandaise. Des bases de réserve sont à  Dublin, Limerick, Cork et Waterford.
Il y a actuellement 1444 personnes de tous grades dans les services de la Marine irlandaise. La force de réserve comprend 400 personnes réparties en deux groupes comprenant deux compagnies.
En 2023 à la suite d'un important manque de personnel qualifié, il a été décidé que seuls deux navires le P-61 et P-63 resteraient en activité, tout le reste de la flotte est mis en réserve, jusqu'à qu'une solution au problème puisse être trouvée.

## Navires déclassés

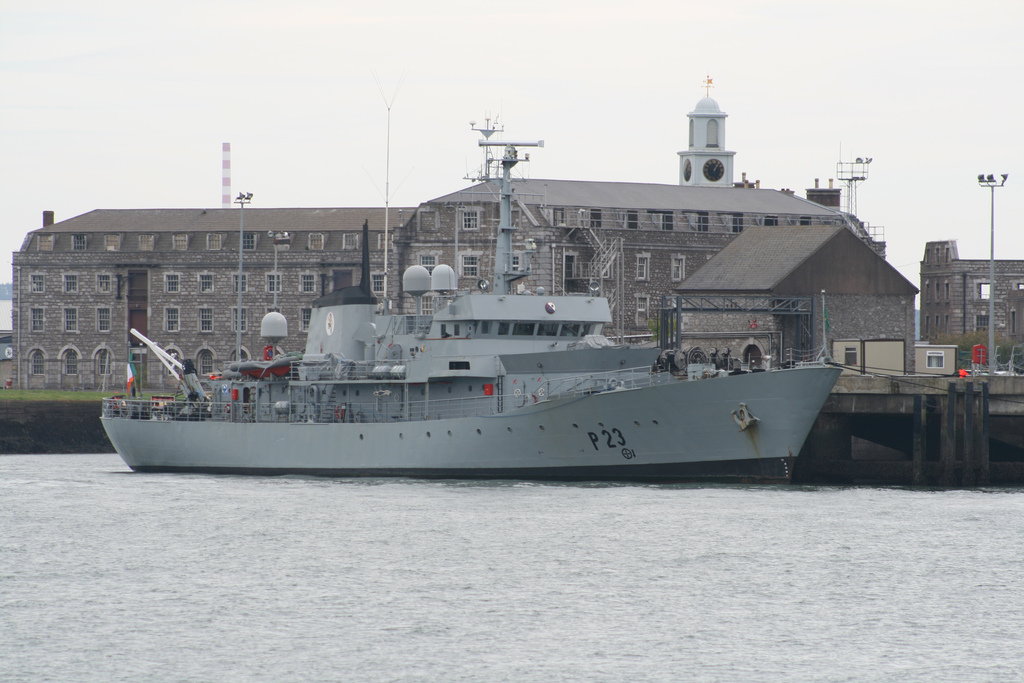
LÉ Aisling (P23)

- Muirchú,
- LÉ Macha (01), 1946-1970
- LÉ Maev (02), 1946-1972
- LÉ Cliona (03), 1947-1970
- LÉ Grainne (CM10), 1971-1987
- LÉ Banba (CM11), 1971-1984
- LÉ Fola (CM12), 1971-1987
- LÉ Deirdre (P20), 1972-2001
- LÉ Setanta (A15), 1976–1984
- LÉ Ferdia (A16), 1977–1978
- LÉ Emer (P21), 1978–2013
- LÉ Aoife (P22), 1979–2015
- LÉ Aisling (P23), 1980 - 2016